# Jacob Stix
Jakob M. Stix (né en 1974) est un mathématicien allemand. Il se spécialise en géométrie algébrique arithmétique (groupe fondamental étale, géométrie anabélienne et autres sujets).

## Biographie
Stix étudie les mathématiques à Fribourg et à Bonn et obtient son doctorat en 2002 avec Florian Pop (en) à l'Université de Bonn (Projective Anabelian Curves in Positive Characteristic and Descent Theory for Log-Etale Covers). Sa thèse reçoit le prix de la meilleure thèse de doctorat de l'année 2002 par l'Institut mathématique de l'Université de Bonn. Il est étudiant post-doctoral à l'Institute for Advanced Study. En 2008, il devient chef de groupe de recherche junior au Centre de Mathématiques de l'Université de Heidelberg, où il obtient son habilitation en 2011 (Evidence for the section conjecture in the theory of arithmetic fundamental groups). Stix est maintenant professeur à l'Université de Francfort.
Il a récemment découvert et contribué à la solution d'une erreur dans un article influent de 1997 de Lucia Caporaso, Joe Harris et Barry Mazur sur les implications de la forte conjecture de Lang ("Uniformité des points rationnels"). J.Amer. Math. Soc.,101-5 (1997))

## Publications notables
- avec Alexander Schmidt : « Anabelian geometry with étale homotopy types », Annals of Mathematics, volume 184, 2016, pp. 817–868, Arxiv
- "Rational points and arithmetic of fundamental groups : evidence for the section conjecture", Notes de cours en mathématiques 2054, Springer 2013 (Thèse d'habilitation)
- "The Brauer–Manin obstruction for sections of the fundamental group", Journal of Pure and Applied Algebra, volume 215, 2011, pp. 1371–1397 Arxiv
- "On the birational section conjecture with local conditions", Inventiones mathematicae, volume 199, 2015, pp. 239–265
- comme éditeur : The Arithmetic of Fundamental Groups : PIA 2010, Springer, 2012